# Sint-Laurentiuskerk (Westende)

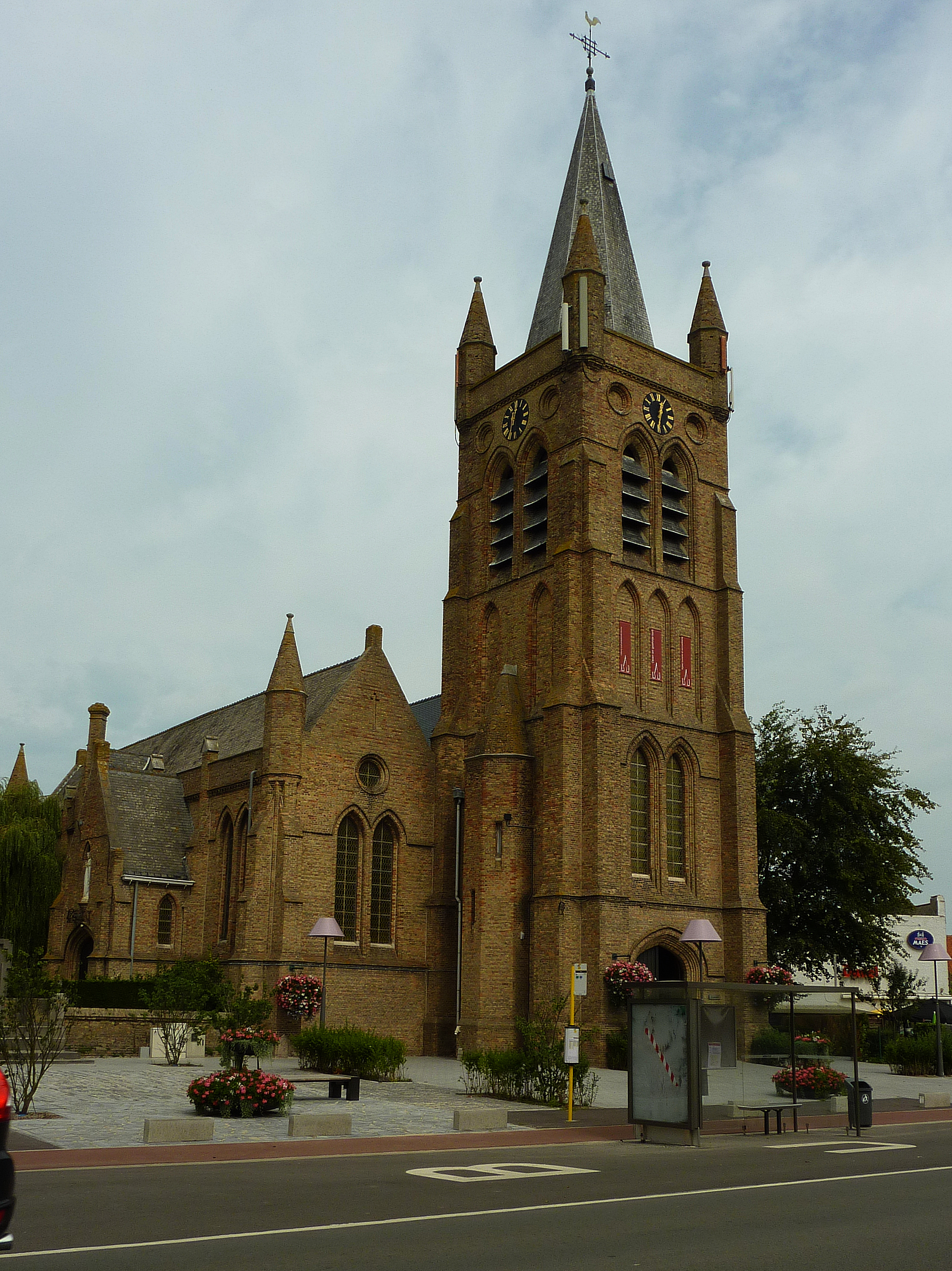
Sint-Laurentiuskerk

De Sint-Laurentiuskerk is de parochiekerk van de tot de West-Vlaamse gemeente Middelkerke behorende plaats Westende, gelegen aan de Westendelaan.

## Geschiedenis
Westende werd al in 1169 een zelfstandige parochie, waarvan het patronaatsrecht aan de heer van Wijnendale behoorde. Tijdens de Eerste Wereldoorlog werd vrijwel het hele dorp, en ook de kerk, verwoest.
In 1922 werd de kerk herbouwd, naar ontwerp van Charles Pil en Henry Charbon.

## Gebouw
Het betreft een bakstenen kerkgebouw in neogotische stijl. Het is een niet-georiënteerde driebeukige hallenkerk met voorgebouwde zuidtoren. Deze heeft vier geledingen en hoektorentjes en wordt gedekt door een achtkante spits.
Het interieur wordt overwelfd door spitstongewelven en toont schoon metselwerk. Het meubilair is overwegend neogotisch.